# برنامه سیاره زنده

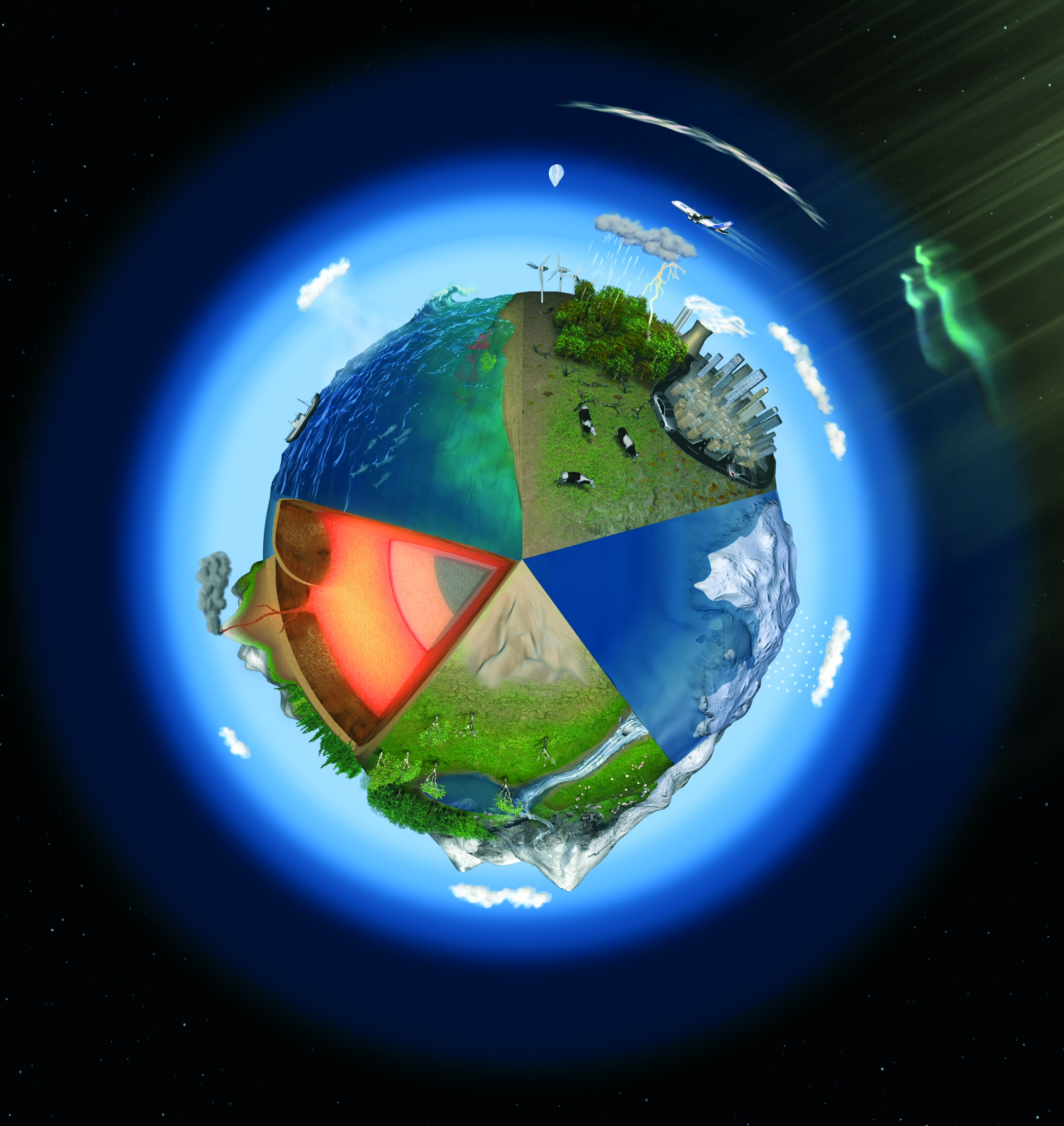
یک انگاشت هنری از تجسم برنامه سیاره زنده آژانس فضایی اروپا

برنامه سیاره زنده (انگلیسی: Living Planet Programme) یا LPP برنامه‌ای از برنامه‌های آژانس فضایی اروپا است که توسط اداره برنامه‌های رصد زمین مدیریت می‌شود.
برنامه سیاره زنده خود شامل دو دسته مأموریت رصد زمین (که در زیر فهرست شده‌اند) شامل ماموریت‌های تحقیقاتی معروف به کاوشگران زمین و دسته ماموریت‌های دیده‌بان زمین است که هدف آنها توسعه برنامه‌های عملیاتی پشتیبانی مانند پیش‌بینی عددی آب و هوا یا مدیریت منابع است.

## مأموریت‌های علمی کاوشگر زمین

### مأموریت‌های راه‌اندازی شده
در حال حاضر یازده مأموریت کاوشگر زمین وجود دارد؛ یکی تکمیل شده، چهار مأموریت عملیاتی هستند، پنج برنامه در دست توسعه هستند و مأموریت یکی هنوز انتخاب نشده است.